# Spitse gordijnzwam
De spitse gordijnzwam (Cortinarius acutus) is een schimmel behorend tot de familie Cortinariaceae. Hij vormt ectomycorrhiza vormt met loofbomen, soms ook met naaldbomen in loof-, gemengde en naaldbossen, soms in parken, op voedselarm zand of leem.

## Kenmerken

### Uiterlijke kenmerken
Hoed
De hoed heeft een diameter van 3 tot 15 mm. De hoed is sterk hygrofaan. Het oppervlak is glad, bij jonge exemplaren met witte fibrillen, de overblijfselen van de sluier. De kleur is oranje-bruin tot oker-geel.  De rand is scherp met resten van de sluier.
Lamellen
De lamellen staan matig uit elkaar. Jonge vruchtlichamen zijn crèmekleurig, oudere zijn bruinachtig.
Steel
De steel heeft een lengte van 15-60 mm en een dikte van 1-4 mm. Het oppervlak van jonge vruchtlichamen is dicht bedekt met witte fibrillen, bij oudere is het kaal, okerbruin en slechts op sommige plaatsen bedekt met witte schubben of fibrillen.
Geur en smaak
Hij ruikt jodoform vooral aan de steelvoet na drogen of wrijven.

### Microscopische kenmerken
De sporen zijn ellipsoïdeen meten 7,0-8,0 × 4,0-5,0 μm.

## Verspreiding

Europees verspreidingsgebied

Hij wordt gevonden in Noord-Amerika, Europa en Nieuw-Zeeland. In Europa komt het voor van Spanje via Engeland en IJsland tot ongeveer 65° noorderbreedte op het Scandinavisch schiereiland. Er is geen informatie over het voorkomen ervan in Oost- en Zuidoost-Europa.
Het groeit op de grond in naald- en gemengde bossen, tussen mossen onder sparren en dennen. Het produceert vruchtlichamen van september tot november. Het wordt vaker aangetroffen op zure grond in bergbossen, tussen mossen onder sparren.
In Nederland komt de spitse gordijnzwam zeldzaam voor. Hij staat op de rode lijst in de categorie 'bedreigd'.